# 伊万·安德烈亚迪斯
伊万·安德烈亚迪斯（捷克語：Ivan Andreadis，1924年4月3日—1992年10月27日），捷克斯洛伐克男子乒乓球运动员。他曾获得9枚世界乒乓球锦标赛金牌。